# Juan Caviglia
Juan Caviglia (Junín, Argentina, 16 de junio de 1997) es un futbolista profesional argentino que juega como mediocampista. Actualmente es agente libre.

## Trayectoria
Caviglia comenzó su carrera futbolística en el Club Atlético Mariano Moreno quien lo fichó en 2014, luego fue al Club Atlético Sarmiento para integrarse a sus divisiones inferiores. En la temporada 2017-18, debutó contra Independiente Rivadavia el 18 de marzo.
Después de un período de préstamo en Ferro Pico en 2021, Caviglia dejó Sarmiento y se unió a Estudiantes San Luis en febrero de 2022.
En enero de 2025 fichó por el Deportes Quindío de Colombia.

## Clubes
| Club                    | País      | Año       |
| ----------------------- | --------- | --------- |
| C. A. Mariano Moreno    | Argentina | 2014-2018 |
| C. A. Sarmiento         | Argentina | 2018-2021 |
| Ferro Carril Oeste (GP) | Argentina | 2021      |
| C. S. Estudiantes (SL)  | Argentina | 2022-2024 |
| Deportes Quindío        | Colombia  | 2025      |

## Estadísticas
| Club             | Temporada        | Liga                | Liga        | Liga  | Copa        | Copa  | Continental | Continental | Otro        | Otro  | Total       | Total |
| Club             | Temporada        | División            | Apariciones | Goles | Apariciones | Goles | Apariciones | Goles       | Apariciones | Goles | Apariciones | Goles |
| ---------------- | ---------------- | ------------------- | ----------- | ----- | ----------- | ----- | ----------- | ----------- | ----------- | ----- | ----------- | ----- |
| Sarmiento        | 2018-19          | Primera B Nacional  | 8           | 0     | 0           | 0     | —           | —           | 0           | 0     | 8           | 0     |
| D. Quindío       | 2025             | Categoría Primera B | 0           | 0     | 0           | 0     | —           | —           | 0           | 0     | 8           | 0     |
| Total de carrera | Total de carrera | Total de carrera    | 8           | 0     | 0           | 0     | —           | —           | 0           | 0     | 8           | 0     |